# اگوست رودنبرگ
اگوست رودنبرگ (انگلیسی: August Rodenberg؛ ۲۵ ژوئیهٔ ۱۸۷۳ – ۱۲ آوریل ۱۹۳۳) ورزشکار رشته طناب‌کشی اهل ایالات متحده آمریکا بود.